# Campeonato Tocantinense
El Campeonato Tocantinense de Fútbol es la competición organizada por la Federação Tocantinense de Futebol para la disputa del título estadual entre los clubes del estado de Tocantins en el Norte de Brasil.

## Campeones
| Temporada       | Campeón            | Subcampeón         |
| --------------- | ------------------ | ------------------ |
| Era amateur     |                    |                    |
| 1989            | Kaburé             |                    |
| 1990            | Tocantinópolis     | Alvorada           |
| 1991            | Kaburé             | Interlagos         |
| 1992            | Intercap           | União Araguainense |
| Era profesional |                    |                    |
| 1993            | Tocantinópolis     | Intercap           |
| 1994            | União Araguainense | Tocantins EC       |
| 1995            | Intercap           | Gurupi             |
| 1996            | Gurupi             | Kaburé             |
| 1997            | Gurupi             | Interporto         |
| 1998            | Alvorada           | Palmas             |
| 1999            | Interporto         | Tocantinópolis     |
| 2000            | Palmas             | Interporto         |
| 2001            | Palmas             | Tocantinópolis     |
| 2002            | Tocantinópolis     | Palmas             |
| 2003            | Palmas             | Gurupi             |
| 2004            | Palmas             | Araguaína          |
| 2005            | Colinas            | Araguaína          |
| 2006            | Araguaína          | Tocantinópolis     |
| 2007            | Palmas             | Araguaína          |
| 2008            | Tocantins FC       | Gurupi             |
| 2009            | Araguaína          | Palmas             |
| 2010            | Gurupi             | Araguaína          |
| 2011            | Gurupi             | Interporto         |
| 2012            | Gurupi             | Tocantinópolis     |
| 2013            | Interporto         | Gurupi             |
| 2014            | Interporto         | Tocantinópolis     |
| 2015            | Tocantinópolis     | Interporto         |
| 2016            | Gurupi             | Tocantins EC       |
| 2017            | Interporto         | Sparta             |
| 2018            | Palmas             | Gurupi             |
| 2019            | Palmas             | Tocantinópolis     |
| 2020            | Palmas             | Tocantinópolis     |
| 2021            | Tocantinópolis     | Araguacema         |
| 2022            | Tocantinópolis     | Interporto         |
| 2023            | Tocantinópolis     | Capital            |
| 2024            | União AC           | Tocantinópolis     |
| 2025            | União AC           | Araguaína          |

## Títulos por club
| Club                          | Ciudad                | Campeón | Años campeón                                   | 2° | Años subcampeón                                |
| ----------------------------- | --------------------- | ------- | ---------------------------------------------- | -- | ---------------------------------------------- |
| Palmas                        | Palmas                | 8       | 2000, 2001, 2003, 2004, 2007, 2018, 2019, 2020 | 3  | 1998, 2002, 2009                               |
| Tocantinópolis                | Tocantinópolis        | 7       | 1990, 1993, 2002, 2015, 2021, 2022, 2023       | 8  | 1999, 2001, 2006, 2012, 2014, 2019, 2020, 2024 |
| Gurupi                        | Gurupi                | 6       | 1996, 1997, 2010, 2011, 2012, 2016             | 5  | 1995, 2003, 2008, 2013, 2018                   |
| Interporto                    | Porto Nacional        | 4       | 1999, 2013, 2014, 2017                         | 5  | 1997, 2000, 2011, 2015, 2022                   |
| União AC (União Araguainense) | Araguaína             | 3       | 1994, 2024, 2025                               | 1  | 1992                                           |
| Araguaína                     | Araguaína             | 2       | 2006, 2009                                     | 5  | 2004, 2005, 2007, 2010, 2025                   |
| Kaburé                        | Colinas do Tocantins  | 2       | 1989, 1991                                     | 1  | 1996                                           |
| Paraíso (Intercap)            | Paraíso do Tocantins  | 2       | 1992, 1995                                     | 1  | 1993                                           |
| Alvorada                      | Alvorada              | 1       | 1998                                           | 1  | 1990                                           |
| Colinas                       | Colinas do Tocantins  | 1       | 2005                                           | -  | -----                                          |
| Tocantins FC                  | Palmas                | 1       | 2008                                           | -  | -----                                          |
| Tocantins EC                  | Miracema do Tocantins | -       | -----                                          | 2  | 1994, 2016                                     |
| Interlagos                    | Paraíso do Tocantins  | -       | -----                                          | 1  | 1991                                           |
| Sparta                        | Araguaína             | -       | -----                                          | 1  | 2017                                           |
| Araguacema                    | Araguacema            | -       | -----                                          | 1  | 2021                                           |
| Capital                       | Palmas                | -       | -----                                          | 1  | 2023                                           |

## Goleadores
| Año  | Jugador         | Equipo                           | Goles |
| ---- | --------------- | -------------------------------- | ----- |
| 1989 | Pará            | Castelo (Gurupi)                 | 7     |
| 1990 | Rui             | Tocantinópolis (Tocantinópolis)  | 9     |
| 1991 |                 |                                  |       |
| 1992 |                 |                                  |       |
| 1993 | Gil             | Tocantinópolis (Tocantinópolis)  | 11    |
| 1994 | Gil             | União Araguainense (Araguaína)   | 8     |
| 1995 | Belziram        | Miracema (Miracema do Tocantins) | 15    |
| 1996 | Niltinho        | União Araguainense (Araguaína)   | 9     |
| 1997 | Alexandre       | Interporto (Porto Nacional)      | 7     |
| 1997 | Fernando        | Interporto (Porto Nacional)      | 7     |
| 1998 | Warley          | Alvorada (Alvorada)              | 10    |
| 1999 | Alexandre       | Interporto (Porto Nacional)      | 9     |
| 2000 | Alexandre       | Interporto (Porto Nacional)      | 10    |
| 2001 | Marcelo Quixadá | Interporto (Porto Nacional)      | 8     |
| 2002 | Gélo            | Tocantinópolis (Tocantinópolis)  | 17    |
| 2003 | Mael            | Tocantinópolis (Tocantinópolis)  | 9     |
| 2004 | Wrias           | Araguaína (Araguaína)            | 10    |
| 2005 | Éder            | Araguaína (Araguaína)            | 26    |
| 2006 | Max             | Tocantinópolis (Tocantinópolis)  | 19    |
| 2007 | Paraguaio       | Araguaína (Araguaína)            | 18    |
| 2008 | Maciel          | Tocantins (Palmas)               | 8     |
| 2009 | Mauricinho      | Araguaína (Araguaína)            | 14    |
| 2009 | Luca            | Palmas (Palmas)                  | 14    |
| 2010 | Demir           | Gurupi (Gurupi)                  | 12    |
| 2011 | Joãozinho       | Guaraí (Guaraí)                  | 8     |
| 2011 | Hélder          | Gurupi (Gurupi)                  | 8     |
| 2012 | Gênesis         | Tocantinópolis (Tocantinópolis)  | 19    |
| 2013 | Fábio Bala      | Interporto (Porto Nacional)      | 11    |
| 2014 | Têti            | Tocantinópolis (Tocantinópolis)  | 12    |
| 2015 | Batata          | Araguaína (Araguaína)            | 9     |
| 2015 | Gean            | Guaraí (Guaraí)                  | 9     |
| 2016 | Régis Wenzel    | Gurupi (Gurupi)                  | 11    |
| 2017 | Jessuí          | Tocantinópolis (Tocantinópolis)  | 7     |
| 2018 | Tozim           | Gurupi (Gurupi)                  | 13    |
| 2018 | Diniz           | Palmas (Palmas)                  | 13    |
| 2019 | Tozim           | Palmas (Palmas)                  | 4     |
| 2019 | Karu            | Arsenal-TO (Tocantinópolis)      | 4     |
| 2020 | Thiago          | Palmas (Palmas)                  | 5     |
| 2021 | Jheimy          | Tocantinópolis (Tocantinópolis)  | 9     |
| 2022 | Jheimy          | Tocantinópolis (Tocantinópolis)  | 11    |
| 2023 | Tony Love       | Capital (Palmas)                 | 5     |
| 2023 | Everson Bilau   | Tocantinópolis (Tocantinópolis)  | 5     |
| 2024 | Bruno Morais    | União AC (Araguaína)             | 4     |